# Tricalamus tetragonius
Tricalamus tetragonius är en spindelart som beskrevs av Wang 1987. Tricalamus tetragonius ingår i släktet Tricalamus och familjen Filistatidae. Inga underarter finns listade i Catalogue of Life.